# Opsiphanes isagoras
Opsiphanes isagoras är en fjärilsart som beskrevs av Hans Fruhstorfer 1907. Opsiphanes isagoras ingår i släktet Opsiphanes och familjen praktfjärilar. Inga underarter finns listade i Catalogue of Life.